# Bactrocera andamanensis
Bactrocera andamanensis
 es una especie de díptero que Kapoor describió por primera vez en 1971. Bactrocera andamanensis pertenece al género Bactrocera de la familia Tephritidae.